# Paweł Najdek
Paweł Najdek (* 9. April 1973 in Nowy Tomyśl, Polen) ist ein ehemaliger Gewichtheber im Superschwergewicht (Gewichtsklasse 105+ kg).

## Sportliche Karriere
Pawel Najdek begann im Alter von 13 Jahren auf Anraten seines Sportlehrers mit dem Gewichtheben.
Seine internationale Karriere startete 1990 bei der Junioren-Weltmeisterschaft in Sarajevo in der Klasse bis 100 kg, wo er mit 315,0 kg im Zweikampf (140,0 kg im Reißen / 175,0 kg im Stoßen) den 9. Gesamtrang erreichte – hinter seinem Landsmann Waldemar Malak, welcher mit insgesamt 362,5 kg die Silbermedaille errang.
In den folgenden Jahren konnte er seine Leistungen kontinuierlich steigern, sodass er bei der Junioren-Europameisterschaft 1992 in Cardiff mit 350,0 kg den 3. Gesamtrang erreichte, den er 1993 bei der Junioren-WM in Cheb mit insgesamt 370,0 kg (165,0 kg / 205,0 kg) bestätigen konnte – allerdings schon in der damaligen, nächsthöheren Gewichtsklasse bis 108 kg (2. Schwergewicht).
Noch im selben Jahr wechselte Pawel Najdek in die höchste Gewichtsklasse 108+ kg (Superschwergewicht) und erreichte bei der Junioren-EM in Valencia mit Gesamtrang 1 (367,1 kg) seinen bis dato größten sportlichen Erfolg.
Sein nächster Auftritt auf internationaler Bühne fand dann erst wieder 1996 statt – zum ersten Mal aber bei den Senioren, bei der Europameisterschaft in Stavanger, wo er in der Klasse bis 108 kg (2. Schwergewicht) den 9. Gesamtrang belegte (362,5 kg).
Seit der Europameisterschaft in Rijeka 1997 ging Pawel Najdek bei allen großen Meisterschaften bis zu seinem Karriere-Ende in der höchsten Gewichtsklasse an den Start, wobei er fast immer um Podiumsplatzierungen mitkämpfen konnte – einige Male sogar um den Sieg, den er allerdings international nie erreichte. Dies lag vor allem an einer gewissen Schwäche im Reißen im Vergleich zu seinen direkten Konkurrenten.
Seine größten Erfolge im Laufe seiner Karriere waren die Silbermedaillen im Zweikampf bei den Europameisterschaften 2001 in Trenčín mit 420,0 kg (175,0 kg / 245,0 kg) hinter Viktors Ščerbatihs (440,0 kg) und vor seinem Landsmann Grzegorz Kleszcz (417,0 kg) sowie bei der Europameisterschaft in Antalya 2002 mit 430,0 kg (185,0 kg / 245,0 kg) hinter Ronny Weller (450,0 kg) und vor Alexei Kolokolzew (427,5 kg).
Ebenso "hervorzuheben" sind die Silbermedaillen im Stoßen bei der Weltmeisterschaft in Lahti 1998 mit 232,5 kg hinter dem Gesamtsieger Andrei Tschmerkin (240,0 kg) und der Weltmeisterschaft in Antalya 2001 mit polnischem Rekord von 250,0 kg (Gesamtrang 4 mit persönlichem Rekord von 435,0 kg), bei der der Gesamtsieger Jaber Saeed Salem (460,0 kg) nur aufgrund seines geringeren Körpergewichts auch im Stoßen mit 250,0 kg die Goldmedaille gewann.
Besondere Highlights seiner Karriere waren natürlich auch die Teilnahmen an den Olympischen Spielen von Sydney 2000 (Rang 7 / 425,0 kg) und den Olympischen Spielen von Athen 2004 (Rang 6 / 430,0 kg).
Pavel Najdeks letzter internationaler Auftritt vor dem Ende seiner Karriere als Gewichtheber war die Europameisterschaft in Lignano 2008, wo er beim Sieg von Viktors Ščerbatihs (447,0 kg) mit 409,0 kg Platz 7 belegte – noch hinter seinem Landsmann Grzegorz Kleszcz (Platz 5 mit 415,0 kg).

## Trainerkarriere
Da Pawel Najdek schon während seiner sportlichen Karriere Erfahrungen als Trainer sammelte, war es nur ein logischer Schritt für ihn, auch nach dem Karriereende eine Trainerlaufbahn einzuschlagen.
So trainierte er von 2009 bis 2010 die polnische Junioren-Nationalmannschaft, wo talentierte Gewichtheber wie der spätere Olympiasieger von London 2012 (Klasse bis 85 kg), Adrian Zieliński, zu seinen Schützlingen gehörten.
Zuletzt arbeitete er als Trainer des aufstrebenden, irischen Gewichtheber-Talents Clarence Kennedy.

## Sonstiges
- Pawel Najdeks Wettkampfgewicht betrug während der erfolgreichsten Phase seiner Karriere 135 – 140 kg.
- Der Trainer mit dem größten Einfluss auf seine Karriere war, laut eigener Aussage, Ryszard Szewczyk (der "Polnische Abadzijev"), langjähriger und erfolgreicher Trainer der polnischen Gewichtheber-Olympiamannschaft.
- Neben seiner Trainertätigkeit arbeitet Pawel Najdek auch als Sport- und Biologielehrer an einer Weiterführenden Schule sowie als Mitarbeiter im Zentrum für Jugendliche mit problematischem sozialen Hintergrund in Opalenica und ist Mitglied des Landrats von Nowy Tomyśl.[4]

## Persönliche Bestleistungen
- Reißen: 190,0 kg – Olympische Spiele von Athen 2004
- Stoßen: 250,0 kg (polnischer Rekord) – Weltmeisterschaft in Antalya 2001
- Zweikampf: 435,0 kg – Weltmeisterschaft in Antalya 2001